# Arttu Mattila
Arttu Mattila (* 3. März 2001 in Äänekoski) ist ein finnischer Leichtathlet, der sich auf den Hochsprung spezialisiert hat.

## Sportliche Laufbahn
Erste internationale Erfahrungen sammelte Arttu Mattila im Jahr 2017, als er beim Europäischen Olympischen Jugendfestival (EYOF) in Győr mit übersprungenen 2,08 m die Goldmedaille gewann. Im Jahr darauf belegte er bei den U18-Europameisterschaften ebendort mit 2,04 m den sechsten Platz und qualifizierte sich auch für die Olympischen Jugendspiele in Buenos Aires, bei denen er ebenfalls Rang sechs erreichte. 2019 gewann er dann bei den U20-Europameisterschaften in Borås mit einer Höhe von 2,12 m die Bronzemedaille. 2021 gelangte er bei den U23-Europameisterschaften in Espoo mit 2,10 m auf den elften Platz und 2023 wurde er bei den U23-Europameisterschaften in Espoo mit 2,19 m Vierter. Im Jahr darauf verpasste er bei den Europameisterschaften in Rom mit 2,12 m den Finaleinzug.
In den Jahren 2019, 2020 und 2023 wurde Mattila finnischer Meister im Hochsprung im Freien sowie 2017 in der Halle.